# Chor
Chor nebo také Choro popř. Por (rusky Хор, Xоро nebo Пор) je řeka v Chabarovském kraji v Rusku. Je 453 km dlouhá. Povodí má rozlohu 24 700 km².

## Průběh toku
Odtéká ze západního svahu horského hřbetu Sichote Aliň v hluboké dolině. Na dolním toku protéká Dolnoamurskou nížinou. Ústí zprava do řeky Ussuri (povodí Amuru), přičemž nedaleko ústí se rozděluje na ramena.

### Přítoky
Hlavními přítoky jsou Mataj, Katen, Kafen, Čerenaj, Čui, Sukpaj, Kabuli.

## Vodní stav
Převládajícím zdrojem vody jsou dešťové srážky. V létě dochází k velkým povodním. Průměrný roční průtok vody činí 388 m³/s a maximální přibližně 5000 m³/s. Zamrzá na konci října až v listopadu a rozmrzá na konci dubna až na začátku května.

## Využití
Je splavná pro vodáky. Až do vzdálenosti 196 km od ústí je rozvinutá místní vodní doprava.